# Short S.17
Die Short S.17 Kent war ein viermotoriges, als Doppeldecker ausgelegtes Flugboot des britischen Herstellers Short Brothers aus den 1930er Jahren. Die drei als Nachfolger der S.8 Calcutta entwickelten Flugzeuge boten Platz für fünfzehn Passagiere. 

## Geschichte
Im Jahr 1929 schloss die italienische Regierung alle Häfen in Italien und ihren nordafrikanischen Kolonien für britische Flugzeuge. Um ihren Liniendienst nach Indien aufrechterhalten zu können, benötigte Imperial Airways ein Flugboot, das ohne Zwischenlandung von Mirabella auf Kreta bis nach Alexandria fliegen konnte. Im Oktober 1930 begann Short mit dem Bau der S.17 Kent. Sie absolvierte am 24. Februar 1931 ihren Erstflug. Im Mai wurde die letzte der drei bestellten Maschinen fertiggestellt.
Die Flugzeuge wurden auf die Namen Scipio, Sylvanus und Satyrus getauft und bei Imperial Airways als Scipio-Klasse geführt. Die Besatzung bestand aus zwei Piloten, einem Funknavigator und einem Flugbegleiter. Die Fluggesellschaft setzte die Kent auf dem Mittelmeerabschnitt der Indienroute sowie auf den Strecken nach Südafrika und Australien ein.
Die Sylvanus wurde 1935 durch ein Feuer in Brindisi zerstört, wobei alle an Bord befindlichen Personen getötet wurden. 1936 kenterte die Scipio im Hafen von Mirabella, die beiden Piloten kamen dabei ums Leben. Die Satyrus wurde nach ihrer Außerdienststellung im Juni 1938 verschrottet.
1933 bestellte Imperial Airways zwei Landflugzeuge auf Basis der Kent. Diese zunächst als S.17/L, später als L.17 bezeichneten Maschinen erhielten die Namen Scylla und Syrinx und wurden als Short Scylla bekannt.

## Konstruktion
Die Short Kent war eine vergrößerte viermotorige Version der  Calcutta. Die Zahl der Passagierplätze blieb unverändert, dagegen hatte man die maximale Nutzlast zugunsten der Luftpostbeförderung erhöht. Als Antrieb dienten vier Bristol Jupiter XFBM-Sternmotoren, die zwischen den Tragflächen angebracht waren.
Der zweistufige und stark gekielte Rumpf bestand aus Duraluminium und unter der Wasserlinie aus rostfreiem Stahl. Die Tragflächen, in deren oberen Mittelstück drei Kraftstoffbehälter mit je 1100 l Inhalt untergebracht waren, bestanden aus einer mit Stoff bespannten Metallkonstruktion. Die aufwändig eingerichtete Fluggastkabine mit den Abmessungen 4,3 × 2,5 × 1,95 m verfügte über eine Toilette, einen Waschraum und eine Bordküche. Ein dahinter liegender Raum von 1,8 × 2 × 1,95 m diente der Aufnahme von Gepäck oder sperrigen Gütern. Die Piloten waren in einem geschlossenen Cockpit untergebracht, hinter dem sich der Platz des Funkers sowie ein Stauraum für Post befand.

## Technische Daten
| Kenngröße             | Daten                                                         |
| --------------------- | ------------------------------------------------------------- |
| Besatzung             | 4                                                             |
| Passagiere            | 15                                                            |
| Länge                 | 25,60 m                                                       |
| Spannweite            | 34,44 m                                                       |
| Höhe                  | 8,5 m                                                         |
| Flügelfläche          | 245 m²                                                        |
| Leermasse             | 9.290 kg                                                      |
| Startmasse            | 14.510 kg                                                     |
| Höchstgeschwindigkeit | 220 km/h in 1500 m Höhe                                       |
| Reisegeschwindigkeit  | 185 km/h in 1500 m Höhe                                       |
| Landegeschwindigkeit  | 96 km/h                                                       |
| Steiggeschwindigkeit  | 250 m/min                                                     |
| Dienstgipfelhöhe      | 5.940 m                                                       |
| Reichweite            | 770 km                                                        |
| Triebwerke            | vier Sternmotoren Bristol Jupiter XFBM mit je 414 kW (563 PS) |